# Залісся (Заводська селищна громада)

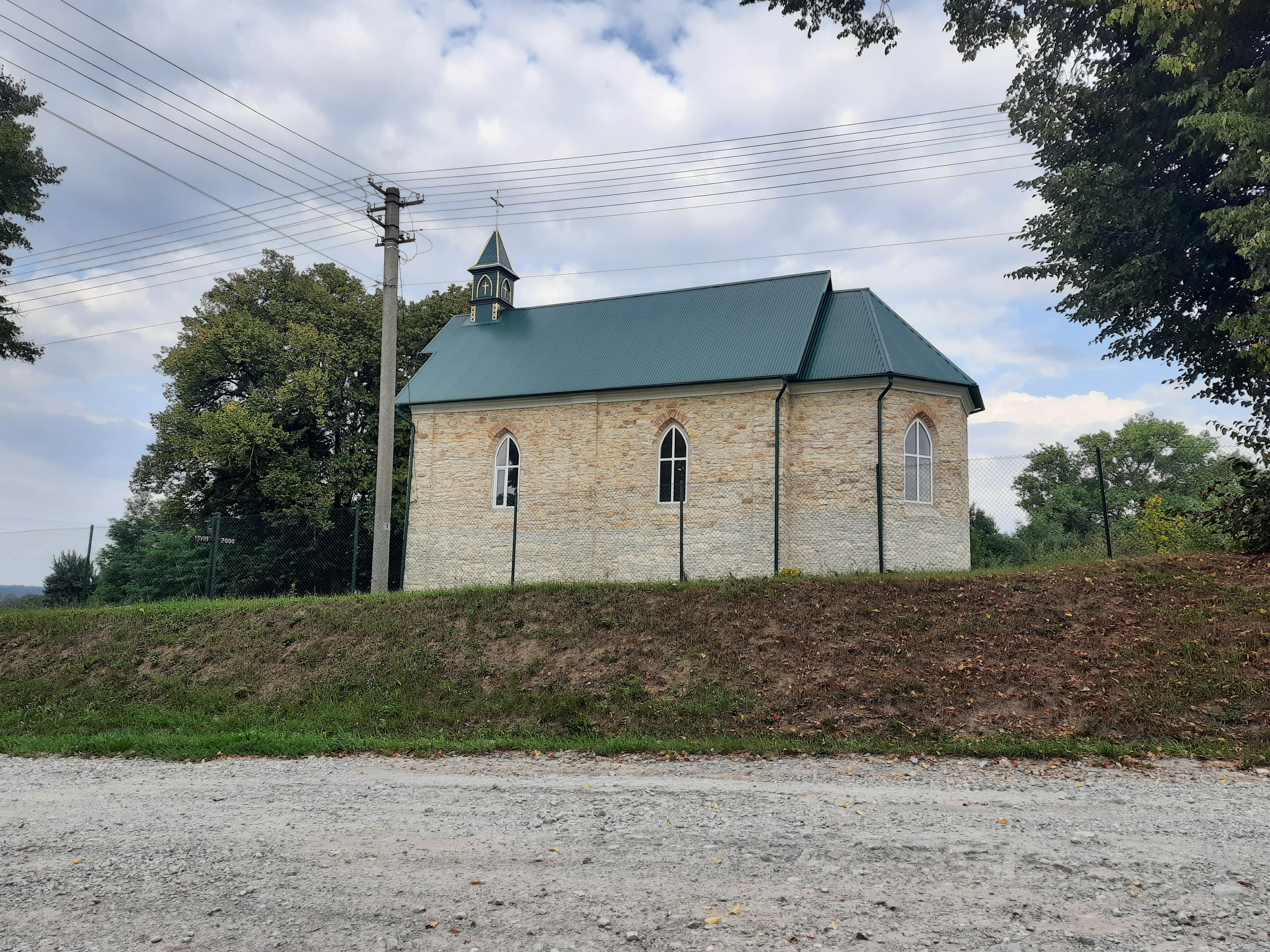
Костел Небовзяття Пресвятої Діви Марії (1801)

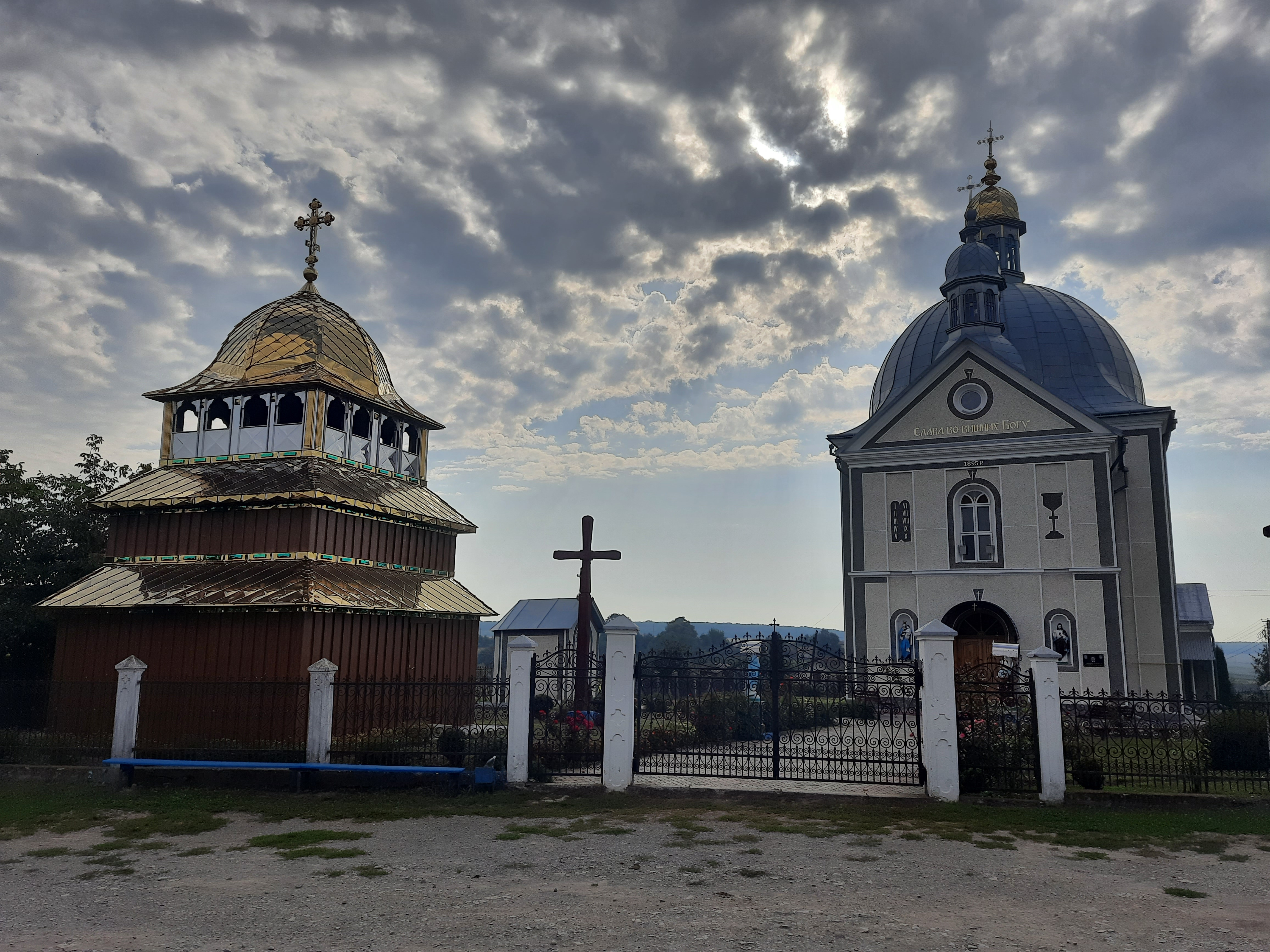
Церква святого Архістратига Михаїла (ПЦУ1885)

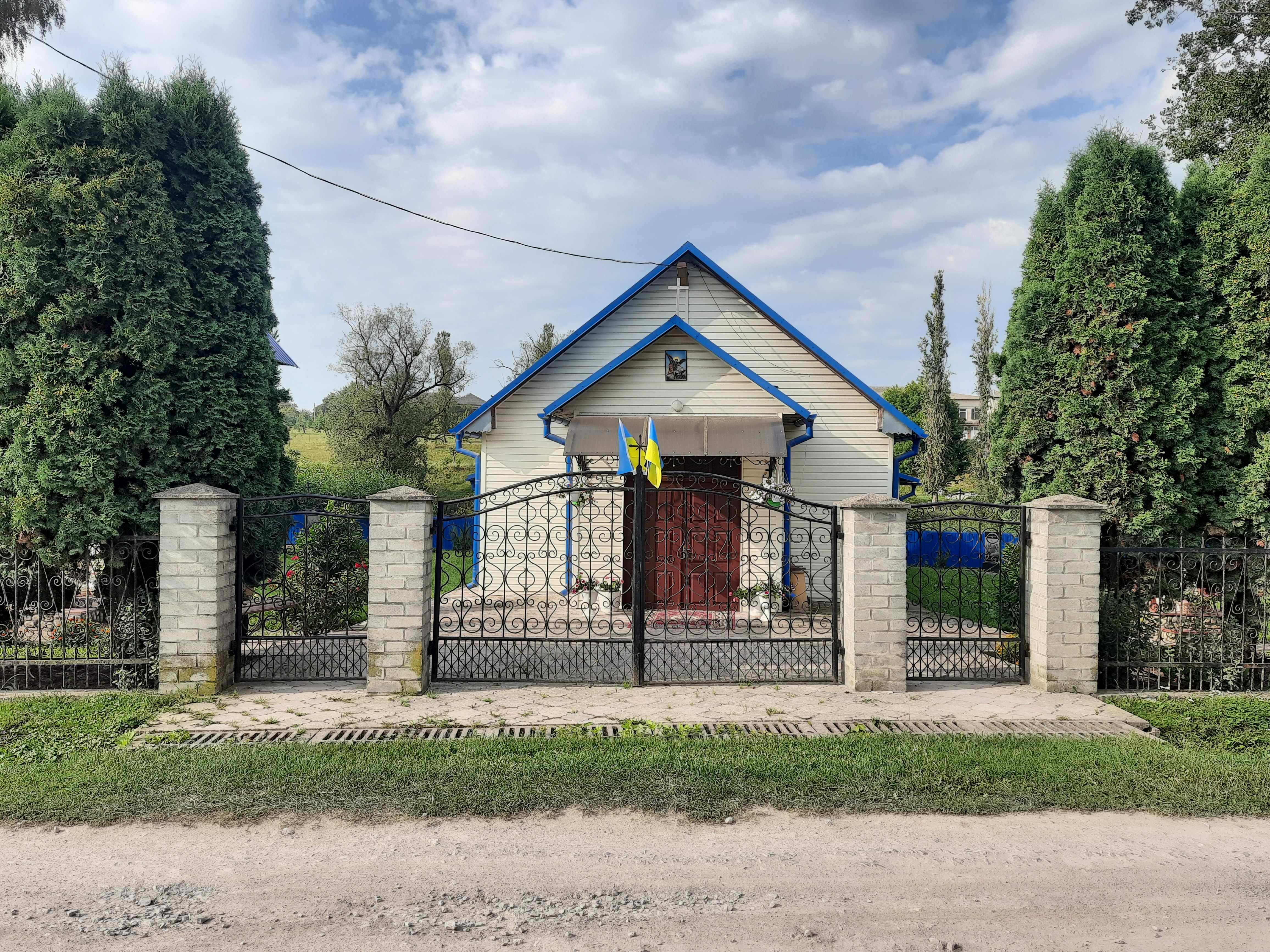
Церква святого Архістратига Михаїла (УГКЦ)

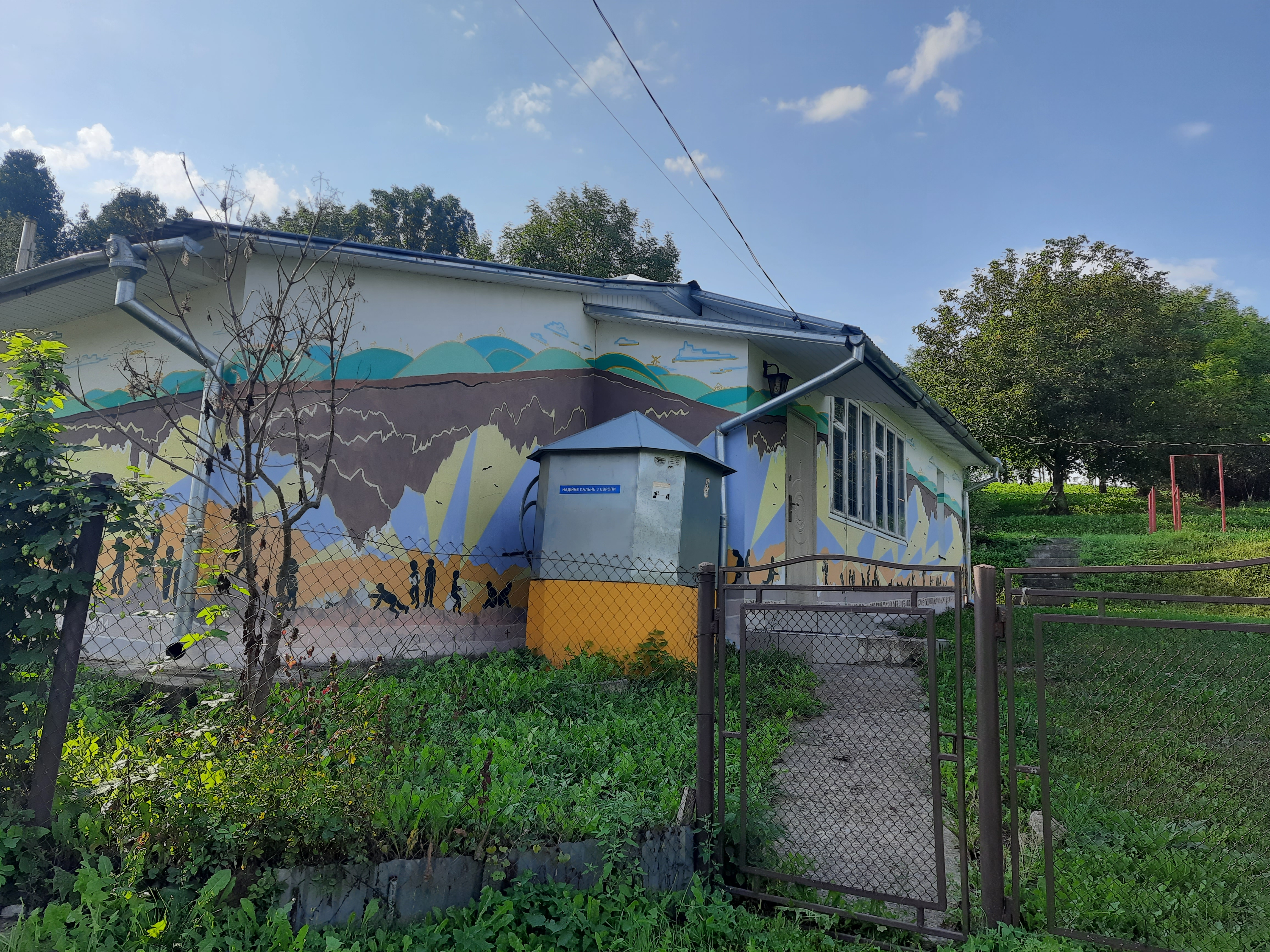
Спелеохата в Млинках

Залі́сся — село в Україні, Тернопільська область, Чортківський район, Заводська селищна громада. Адміністративний центр колишньої Залісянської сільської ради. До села приєднано хутори Борухи, Колонія, Млинки.

## Назва
Залісся розташоване серед лісів, що підкреслює його назва.
З переказів відомо, що первісне поселення існувало за два кілометри на південний схід від теперішнього села. Татари знищили його у XVII ст., багато мешканців було взято у полон і продано на невільницьких ринках. Односельці, які залишилися, розбіглися по лісах. Після відступу татар місцеві жителі почали повертатися до рідних обійсть.
Першим повернувся з лісу житель на прізвище Бар і поселився на тому місці, де нині розташоване село. Одна з вулиць Залісся досі йменується Барською. Першими поселенцями села були люди українського роду, і так тривало до часів Гайдамаччини, коли багато польських утікачів із-за Збруча, уникаючи гніву українського народу, діставалися околиці Залісся.
За дозволом і протекцією дідичів Тарнавських осідали в Заліссі, де отримували від тодішнього власника різні привілеї та земельні наділи.
Загалом поляки у селі були звільнені від панщини і до Другої світової війни становили приблизно третину всіх мешканців Залісся. Проживали тут шляхетські родини: Вонсовичі, Гасини, Зєм'янські, Ліпінські, Кіровські, Румійовські, Стожеки, Сьвірські, Уруські, Хіхловські.

## Розташування
Розташоване на берегах р. Млинки (ліва притока Серету, басейн Дністра), за 18 км від районного центру і 5 км від найближчої залізничної станції Озеряни.
Північною околицею села пролягла залізниця Чортків–Іване-Пусте.
Територія — 3,63 кв. км. Дворів — 475.

### Місцевості
- Борухи — хутір, розташований за 3 км від села. У 1952 р. на хуторі — 6 дворів, 29 жителів.
- Колонія — хутір, розташований за 0,5 км від села. У 1949 р. на хуторі — 27 дворів, 98 жителів.
- Млинки — хутір, розташований за 0,7 км від села. У 1952 р. на хуторі — 120 дворів, 430 жителів. На хуторі Млинки є геологічна пам'ятка природи загальнодержавного значення — карстова печера (охоронна зона — 0,5 га), що вражає багатством кристалічних форм (кристалічні драпірування, друзи), структурними модифікаціями гіпсів, які виникли за рахунок вторинної кристалізації. Майже 100 років тому біля Залісся місцеві жителі добували гіпс (але- бастр) для власних потреб, вирубали в скелі вели- чезну нішу і натрапили на щілини, що вели далеко під землю. Першим дослідником печери був учитель Михайло Біль. Цим витвором природи дедалі більше зацікавлюються вчені й туристи з різних країн. Нині печера передана для науково-дослідних та рекреа- ційних робіт Чортківському спелеоклубові «Кристал». Довжина ходів печери — понад 44 км. Майже щороку спелеологи відкривають нові ходи, і у 2008 р. досліджено, що печера з'єднана з печерою с. Угринь того ж Чортківського району, оскільки кільцьовані кажани, які мешкають у печері Млинки, були знайдені у печері в Угрині.[2]

## Історія
Перша писемна згадка — XVII ст.
Перша письмова згадка — 1561 р. як Залісне.
1785 р. в селі проживали 923 особи. У 1838 р. поблизу села випадково знайшли срібні речі візантійського провінційного виробництва VI—VII ст. н. е. (загальна вага 2951 г.), т. зв Заліський скарб. Зберігається в Музеї історії мистецтва у Відні.
За статистикою, у Заліссі: 1900 р. — 2212 жителів, 1910—2287, 1921—2012, 1931—2231 житель; у 1921 р. — 384, 1931—475 дворів. За Австро-Угорщини і за Польщі функціонувала школа з польською мовою навчання. Чимало мешканців села виїхали на заробітки до Канади.
У Заліссі діяла польська школа. Всі предмети протягом 1-го року викладали тільки польською мовою. Від 2-го року дітей вчили української мови.
8 червня 1919 р. збройні сили ЗУНР зібралися в трикутнику між умовними лініями сіл Устечко — Ягільниця від заходу, Збриж — Чорнокінці — Шманьківчики з півночі й р. Збруч — зі сходу. Частина 1-го корпусу УГА базувалась у м. Борщеві, частина 2-го корпусу — в Заліссі. У серпні всі відділи Леґіону УСС перебували в селі, згодом були доповнені куренем, вишколеним під проводом отамана М. Тарнавського, який став командиром Леґіону УСС, дислокованим на Чортківщині та Борщівщині, керівником Чортківської офензиви.
Деякий період Залісся було центром однойменної гміни. З 1 серпня 1934 до 1939 року село належало до гміни Колиндяни.
Національний склад населення села за станом на 1938 р.: українців — 1742 особи, поляків — 762 особи, євреїв — 88 осіб.
У другій половині вересня 1939 р. у селі встановлено радянську владу.
Почались арешти членів ОУН і тих, кого НКВС підозрювали у приналежності до неї. Заарештували Мирона Білінкевича, Михайла Бойчука, Миколу Замрикота, Івана Ліщинського, Павла Орлика та Мирона Ціхоцького.
Протягом 1939—1941 рр. енкавеесівці замордували в Чортківській тюрмі жителів Залісся Івана Веленковича та Йосипа Слободяна; розстріляли в Умані Павла Орлика.
У 1940 р. радянська влада виселила із села у Сибір усіх колоністів; 1945 р. на їхнє місце примусово поселили українців з Польщі: сім'ї Василівих, Гаталяків, Гвоздів, До бушів, Лапчуків, Міщишиних, Папалів, Пирків, Фургалів, Шведів та інших.
Від 6 липня 1941 р. до 7 квітня 1944 р. Залісся — під нацистською окупацією. У цей період війт села — Петро Репета. Із Залісся вивезли до Німеччини на примусові роботи Ольгу Дзиндру, Михайла Добощука, Марію Зазуляк, Михай- ла Копистинського, Василя Сов'яка, Павла Шумку та ін- ших. У селі діяла спеціальна провокаційна група НКДБ для боротьби з учасниками ОУН і УПА, яка переслідувала наці- онально-свідомих українців, знущалася над місцевими жи- телями. Воякам УПА допомагали активістки-зв'язківці Гафія Горбачовська, Олександра Козак, Емілія Лазарук, Анна Слободян, Павліна Сороківська (Бурник), Іванна Хрик. Під час Другої світової війни посеред села було насипано могилу для вшанування жертв терору НКВС.
Під час німецько-радянської війни загинув або пропав безвісти у Червоній армії 51 мешканець Залісся:
- Василь Ангелюк (нар. 1896),
- Іван Атаманець (нар. 1915),
- Михайло Атаманець (нар. 1909),
- Павло Атаманець (нар. 1905),
- Тимофій Атаманець (нар. 1900),
- Павло Бурник (нар. 1927),
- Адам Вонсович (нар. 1924),
- Павло Говико (нар. 1898),
- Іван Горбачевський (нар. 1904),
- Микола Гоцян (нар. 1925),
- Йосип Григорчук (нар. 1903),
- Антон Гуцуляк (нар. 1906),
- Микола Добущук (нар. 1912),
- Михайло Добощук,
- Володимир Задоровський (нар. 1899),
- Михайло Іваник (нар. 1913),
- Володимир Кашута (нар. 1918),
- Володимир Коростіль (нар. 1918),
- Василь Лазар (нар. 1904),
- Мар'ян Лазарчук (нар. 1924),
- Володимир Ланчук (нар. 1918),
- Броніслав Литвин (нар. 1913).

В УПА воювали Василь Зозуляк, Адам та Іван Ліщинські, Анатолій Свирида й інші.
12 червня 2020 року, відповідно до розпорядження Кабінету Міністрів України № 724-р «Про визначення адміністративних центрів та затвердження територій територіальних громад Тернопільської області» увійшло до складу Заводської селищної громади.
19 липня 2020 року, в результаті адміністративно-територіальної реформи та ліквідації Чортківського району (1940—2020), увійшло до складу новоутвореного Чортківського району.
З 27 листопада 2020 року Залісся належить до Заводської селищної громади.
12 листопада 2021 року утворено Залісянський старостинський округ з центром в селі Заліссі.

## Символіка
Затверджений 12 вересня 2018 р. рішенням № 510 XXIX сесії сільської ради VII скликання.
Автори — А. Гречило, М. Огородник.

### Герб
У золотому полі 6 синіх кристалів у зірку, на широкому зеленому бордюрі 8 золотих дубів. Щит вписаний у золотий декоративний картуш і увінчаний золотою сільською короною.
Кристали уособлюють місцеву карстову печеру, розміщення їх у зірку символізує назву хутора Млинки, де вона знаходиться. Зелене поле і дуби вказують на назву села; 8 дубів занесені до пам'яток природи місцевого значення.

### Прапор
На зеленому квадратному полотнищі жовтий квадрат в 1/2 сторони прапора, на якому 6 синіх кристалів у зірку, на лиштві 8 жовтих дубів.

## Освіта
Протягом певного часу в селі діяла тривіальна школа (зокрема, у 1871 році), учителем в якій працював Григорій Шотурма (пол. Grzegorz Szoturma). Потім протягом певного часу діяла 1-класна народна школа, учителями в якій працювали: у 1875 році — Іван (Ян) Сополига (пол. Jan Sopoliga), у 1880 — Алоцзій (Алоїз) Колькопф (пол. Alojzy Kohlkopf).
До 1939 року школа вже була чотирьохрічною. Навчання проводилося польською мовою.
У роки Другої світової війни школи, як такої не існувало. У 1943 році вона відновила свою діяльність. Навчання велося в двох приміщеннях: теперішнє проборство і колишня шкільна майстерня.
У 1958 році розпочато будівництво нового приміщення школи, яке було завершено в 1961 році.
У 2021 році реорганізована у філію опорного навчального закладу «Заводська загальноосвітня школа I-III ступенів».
Директори: Ян Кольков, Гановський П., Кучай С., Букатєва Г., Лебідь З., Осеняк Т., Війтик А., Андрєєв І., Шевчук С., Побер Б., Захарчук П., Поливко О., Юрчишин Ігор Остапович (1994—?), Міщій Андрій Володимирович (до 2021).
Завідувачі: Наталія Сороківська (від 2021).

## Релігія
- церква святого Архістратига Михаїла (ПЦУ; мурована; 1895);
- церква святого Архістратига Михаїла (УГКЦ, 1998);
- костел Небовзяття Пресвятої Діви Марії (1801).

У селі є капличка (2001), де освячують воду на Водохреща.

## Пам'ятки

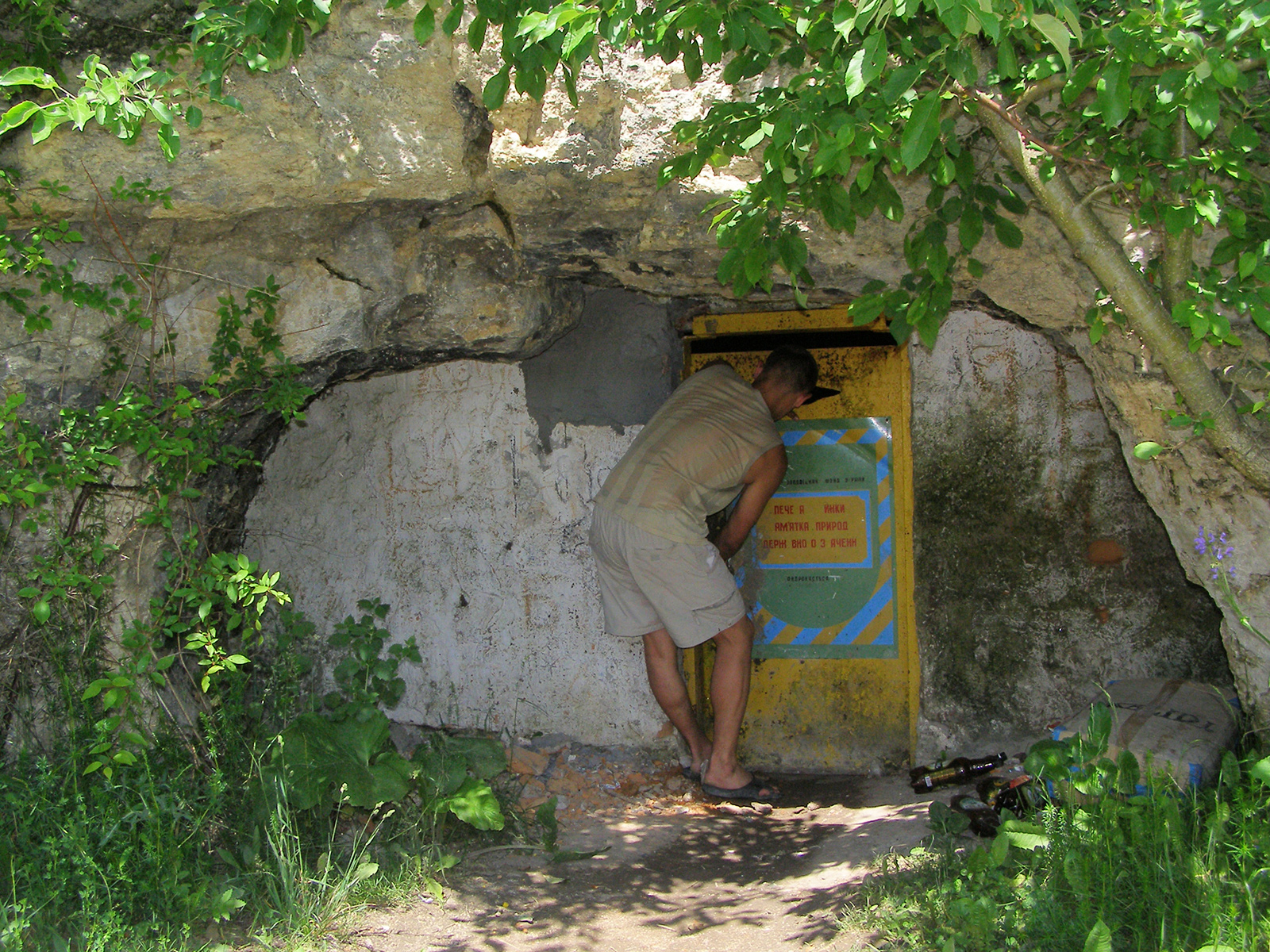
Вхід в печеру Млинки

- На території сільської ради розташована частина заказника загальнодержавного значення «Дача Галілея». Вісім дубів занесені до пам'яток природи місцевого значення. Під охороною унікальні, рідкісні та екзотичні дерева: горіх маньчжурський, сосна чорна Веймутова, модрина європейська, ялиця біла, дугласові дуби, ясени та модрини.
- Печера Млинки.

### Поселення Залісся III
Щойновиявлена пам'ятка археології.
Розташоване в східній частині села, між залізничною колією та польовою дорогою.
Під час обстеження пам'ятки виявлено старожитності трипільської та комарівсько-тшинецької культури, а також ранньозалізного часу.

### Поселення Залісся II
Щойновиявлена пам'ятка археології.
Розташоване в північно-західні околиці села, на правому березі р. Млинка.
Під час обстеження пам'ятки виявлено старожитності давньоруської культури.

### Поселення Залісся I
Щойновиявлена пам'ятка археології.
Розташоване на південь від околиць села, в урочищі «Рудка».
Під час обстеження пам'ятки виявлено старожитності трипільської та давньоруських культур.

## Пам'ятники
У 1995 р. насипано символічну могилу Борцям за волю України.
Споруджено:
- пам'ятник (1971 р.) воїнам-односельцям, полеглим у німецько-радянській війні;
- встановлено
  - пам'ятний хрест на честь скасування панщини (друга половина XIX ст.);
  - фігура Матері Божої, пам'ятний хрест на честь побудови каплички.
  - фігура Матері Божої у центрі села (2000)

### Пам'ятний знак воїнам-землякам, які загинули в роки Другої світової війни
Пам'ятка історії місцевого значення в Україні, охоронний номер 810.
Споруджений з бетону в 1976 р. за архітектурним планом Тернопільської художньої виробничої майстерні.
Висота скульптури — 4 м, постаменту — 2 м.

## Населення
|  |  | 1517 | 1629 | 854 | 1066 | 860 |

### Мова
Розподіл населення за рідною мовою за даними перепису 2001 року:
| Мова       | Кількість | Відсоток |
| ---------- | --------- | -------- |
| українська | 1189      | 99.33%   |
| польська   | 5         | 0.42%    |
| російська  | 2         | 0.17%    |
| румунська  | 1         | 0.08%    |
| Усього     | 1197      | 100%     |

## Соціальна сфера
У селі діяли: фільварок (власник Юзеф Фельдшуґ), ґуральня, млин.
При загарбанні села Польщею поляк Юзеф Фельдчук володів маєтком, винокурним заводом, де працювали українці.
1930 р. в Заліссі відбувся страйк сільськогосподарських робітників.
Тоді в селі функціонували споживча кооператива, гурток «Сільського господаря», згодом — гурток «Рідної школи», відділ «Союзу Українок», а при читальні — хоровий, театральний та інші гуртки.
У 1930-х рр. «Просвіта» мала при церкві хату-читальню (завідувач Петро Слободян, керівник церковного та світського хорів). Активістами села були: Петро Колісник, син отця Білінкевича Кипріян, Ананій Свирида, Йосип Задоровський, Йосип Ліщинський — учні гімназії «Рідна школа» у Чорткові.
Діяла філія військово-спортивного товариства «Луг» (керівник Петро Данюк), до якого належали 20 хлопців. На хуторі Млинки була хата-читальня (керівник Володимир Бойчук).
Місцевий фільварок власника єврея Юзефа Фельшуґа розпарцелювали між спровадженими з корінної Польщі колоністами, для яких було створено окремий присілок із обширного лану під назвою «Помірки»
До 1939 р. діяли філії товариств «Просвіта», «Союз Українок», «Сільський господар», «Рідна школа» та інші.
1940 р. примусово організовано колгосп (голова правління Антон Роздольський).
У вересні 1948 р. примусово організовано колгосп.
У 1963 р. село радіофіковано й електрифіковано.
Протягом 1950–1983-х рр. збудовано колгоспні тваринницькі ферми, лазню, будинок спеціаліста, млин, контору колгоспу, а також школу, дитячий садок, цегельний завод, приміщення сільської ради, Будинок культури.
До 2021 року функціонував будинок культури та бібліотека, які реорганізували в студію Центру культурних послуг Заводської селищної ради.
Нині працюють школа, дитячий садочок, студія Центру культурних послуг Заводської селищної ради (від 2021), ФАП, три торгових заклади. Залісся газифіковане. Працюють фермерське господарство «Наборроєв», СВК «Залісся».

## Мовні особливості
У селі побутує говірка наддністрянського говору. До «Наддністрянського реґіонального словника» внесено такі слова та фразеологізми, вживані у Заліссі:
- кальвінка (сорт великих жовтих яблук)
- кашка (сорт винних яблук із червоними смугами)
- копанка (криниця)
- мочарі (болотиста місцевість; багно)
- підвосичник (підосичник)
- підкиданка (перша оранка)
- полонник (глиняна чашка)
- сказ (пропущене або погано оброблене місце під час оранки; огріх)
- тарчиник (млинець із тертої картоплі)
- топольки (сорт малих жовтих груш)

## Відомі люди

### Народилися
- Віктор Сорока (нар. 1975) — журналіст.
- Ярослав Замрикіт (1947—2010) — економіст, господарник, громадський діяч;
- Іван Ліщинський (псевда: «Матвій», «Степовий», «Матюшенко»; 1921—1952) — діяч ОУН;
- Михайло Росляк (1896—1950-ті рр.) — освітянин, адвокат.